# Ærøs historie
Ærøs historie strækker sig over flere tusind år. Øen har været beboet siden stenalderen og rummer talrige fortidsminder som gravhøje, stendysser og jættestuer, der vidner om kontinuerlig bosættelse gennem bronzealderen, jernalderen og vikingetiden. I middelalderen var Ærø opdelt mellem hertugdømmet Sønderjylland og det danske kongerige, hvilket gav øen en særlig politisk status og til tider delte administration. Øens strategiske beliggenhed i Det Sydfynske Øhav gjorde den vigtig for søfart, handel og fiskeri i området, men også udsat for plyndringer og krigshandlinger, bl.a. under svenskekrigene i 1600-tallet.
I nyere tid har Ærø udviklet sig fra et landbrugs- og søfartssamfund til et populært turistmål kendt for sine købstæder Ærøskøbing og Marstal, sin maritime kultur og sit særprægede ø-samfund.

## Stenalderen
Der er fundet rester af 10.000 år gamle bosættelser. Øen har mange velbevarede fortidsminder, som langdysser, kæmpehøje og en jættestue ved Kragnæs.

## Vikingetiden
På øens sydkyst afslørede arkæologiske udgravninger i efteråret 2009 en betydningsfuld international handelsplads, efter at amatørarkæologer med metaldetektor havde fundet flere metalfund fra vikingetiden i området. Blandt andre fund, 46 mønter såkaldte dirrhemer, præget i perioden 780-940, og ti er karolingiske  – det vil sige fra Frankerriget i det 8. og 9. århundrede, også kaldet Cristiana Religio Denar, slået i Kejser Ludvig den frommes regerings-tid, 814-840.

## Middelalderen
I 1137 fandt der ifølge et islandsk skjaldedigt, et søslag sted syd for Erri mellem det norske kongsemne, Sigurd Slembe og venderne. Ærøs navn nævnes her for første gang i historien. 1167 angreb venderne gang på gang det sydlige Danmark. På det tidspunkt havde Ærø imidlertid gode forsvarsværker som Søby Volde ved Søbygård, som det store nu totalt udslettede borganlæg ved Gråsten Nor og ved et tredje nor: Stokkeby Nor. Vindeballe er formodentlig anlagt af venderne.
Fra begyndelsen af middelalderen havde den danske konge omfattende godsbesiddelser på Ærø. Ifølge hovedlisten i Kong Valdemars Jordebog fra 1231 var den største del af øen kongens arvegods (patrimonium), dvs. stort set alt bondegodset på øen med de dertil hørende kongsgårde, med undtagelse af de to kongelev, dvs. krongods, Brunsnæs og Skjoldnæs, formodentlig da forholdsvis ubetydelige skovdistrikter beliggende dels i øens vestende, hvor den yderste spids endnu hedder Skjoldnæs, dels i det nuværende Marstal sogn. Der var også var en del klostergods på øen. Fra Slesvig domkirkes regnskaber vides, at allerede fra slutningen af 1100-tallet disponedere det over betydelige ejendomme på øen. Også St.Knuds kloster i Odense har ejet gods på Ærø før Kong Valdemars Jordebog, og vi ved også at Dalum kloster har haft ejendomme her før 1249, alt gejstlige gods der er lokaliseret til øens midte og overvejende til Rise og Bregninge sogne.
Da Valdemar Sejrs datter Sophia, omkring 1230 blev gift med den brandenburgske markgreve Johan I. gik de kongelige ærøske besiddelser over som medgift, så 1232 kom øen under Brandenburg. Sophia Valdemarsdatter døde 1248, og Johan levede indtil 1266, hvorefter Ærø gik videre til deres tre sønner markgreverne og medregenter Johan II, Otto IV "med pilen", og Conrad I. Selve købstaden Ærøskøbing, der har en udpræget nordtysk byplan, skylder utvivlsomt brandenburgerne sin tilblivelse i denne periode. Brandenburgerne anlagde byer i deres distrikter og sandsynligvis er det dem, der har anlagt Ærøskøbing i midten af 1200-tallet. I 1277 har vi et vidnesbyrd for en overenskomst som aldrig blev til noget, men som har interesse for de datidige forhold forhold, da markgreverne af Brandenburg aftalte med fyrsten af Rügen, Vitzlav II, hvorved den sidstnævnte sælger besiddelsen Schlawe (Sławno), med sine borge og byen Rügenwalde, i Vorpommern, til brandenburgerne, som til gengæld, foruden en pengesum, overlader Ærø til fyrsten. Markgreverne, der ikke havde rede penge, som betaling for Schlawe overlod fyrsten en fordring, de havde, på hans overherre Kong Erik Klipping (markgrevernes fætter, der i øvrigt var gift med deres halvsøster, dronning Agnes) på 2300 mark, og som fyrst Vitzlav II, der var dansk lensmand, selv var medgarant for. Kun hvis kongen eller de øvrige medgaranter ikke betalte, skulde markgreverne i visse terminer selv udrede beløbet til fyrsten. For et beløb af 1000 mark skulde markgreverne endvidere overdrage fyrst Vitzlav II "deres Land, som de nu ejer i Danmarks Rige, Ærø, nemlig Søby og Grosbol," dvs. Søbygård og Grosbol (vistnok i Rise), borge eller fogedgårde, som besiddelserne har været underlagt. Den længstlevende af dem, Otto IV, døde 1308, og da hverken han eller Johan II. havde arvinger, gik regeringen over til Conrads søn Valdemar, som, efterhånden som de forskellige linjer uddøde, arvede alle de brandenburgske lande. I denne periode - hvor Valdemar af Brandenburg kom i stigende modsætning til kong Erik Menved - ved vi om at på Ærø har drosten Laurids Jonsen (Panter), en af kongens højtbetroede mænd, været Valdemars lensmand for 100 mark årligt (hvad der svarer til en værdi af lenet på 1000 mark sølv), en aftale som blev beseglet av Christopher II, dengang hertug.
I Aug. 1319 døde imidlertid markgrev Valdemar og da hans eneste arving var en mindreårig nevø, og da denne døde allerede det følgende år, var hele mandsstammen af det Askaniske hus uddød, og Ærø, der havde været deres private arvegods, gled tilbage til den danske krone. Under Christopher II første regeringstid mistede Laurids Jonsen forleningen af Ærø, men fik det igen (med Tranekær Slot og Langeland) af grev Gerthard III af Holsten. Men for at bevare sine store forleninger måtte Laurids Jonsen den 2. Marts 1331 indgå et forlig med greven af Holsten, hvorved han pantsatte Ærø til denne for 1000 mark sølv, hvad der blev begyndelsen til Ærøs mere end 500-årige forbindelse med hertugdømmerne.

## 1536–1849
1580 blev Søbygård opført af hertug Hans den Yngre af Slesvig-Holsten-Sønderborg. Anlæggelsen af Søbygaard blev startskuddet for en central periode af øens historie præget af små hertugdømmer. Søbygård blev kun sjældent benyttet som bolig af hertugerne.
Efter at hertug Hans den Yngre døde i 1622, overgik Søbygård til sønnen, hertug Christian, som fik titel af hertug af Ærø. I 1633 døde hertug Christian, og da han havde mange arvinger, opstod der konflikter om arvedelingen af hans beskedne hertugdømme. Det endte med, at Søbygård samt en fjerdedel af Ærø kom til broderen, hertug Joachim Ernst af Plön.
Fra 1658 til 1659 led ærøboerne led stor nød under den Anden Karl Gustav-krig hvor øen blev plyndret af de svenske besættelsestropper. Mange af de ærøske skove forsvandt. Svenskerne brugte træerne til brændsel, selv tømmer fra bygninger brugte de til formålet, så det var et hærget landskab, der var tilbage efter at de forlod øen.
Ved hertug Joachim Ernst af Plöns død i 1671 arvede sønnen Bernhard Søbygård. Han boede på Søbygård, men blot fem år efter sin overtagelse gik han bort, og gården kom til hans bror, hertug August af Nordborg. Han blev efterfulgt som ejer af sin søn, hertug Christian Carl i 1699. Hertug Christian Carl giftede sig ikke med en fra samme stand, og derfor kunne godset ikke arves af børnene, hvorfor Søbygård gik til hans bror, hertug Joachim Frederik af Nordborg. Ved Joachim Frederik af Nordborg død i 1722 kom Søbygård imidlertid tilbage til Christian Carls søn, Frederik Carl von Carlstein, som i 1729 overlod gården til den danske kong Frederik 4. (1671-1730).
1727 fandt den sidste offentlige henrettelse på Ærø sted på Galgebakken i Lille Rise. Et ægtepar blev hængt for at have slået deres i karl ihjel på grund af uenighed om et pengebeløb.
1749 blev Ærø samlet under den danske konge Frederik 5., som tilbagekøbte  Ærøs jorder, og udstykning af kronens gods startede.  men stadig som en del af Hertugdømmet Slesvig. I gejstlig henseende lå Ærø imidlertid til stadighed, så langt tilbage kilderne rækker, under bispestolen i Odense. Efter delingen af øen imellem flere hertuger, blev øen 1750 igen samlet til en forvaltningsenhed under den danske krone, da Ærø blev indlemmet i den kongelige del af Sønderjylland, men var stadig et hertugdømme. En mindesten ved Olde Mølle markerer samlingen
1767 ophørte hoveripligten på Ærø på 4 ærøske godser på i alt ca. 1750 tønde land. Staten overtog jorden i 1767 og solgte jorden i småparceller på nær et par større gårde. Disse jordlodder kunne lejes af lokalbefolkningen, således at forstå at de blev solgt mod en årlig afgift – en form for afbetaling. 1767 blev godserne Gråsten og Voderup nedlagt og solgt, og gårdene nedrevet. Samme år nedbrændt godset Gudsgave, og jorden udstykkedes 1768. 1772 fulgte endelig Søbygård med.
Ærø hørte stadig til Slesvig. Efter nederlaget til Østrig og Preussen i 1864, var det kun en tilfældighed, at Ærø ikke fra 1864, sammen med Sønderjylland, blev en del af Preussen. Øen blev overført til Kongeriget Danmark i bytte for de kongerigske enklaver.
1787 skænkede kong Christian VII samtlige øens fæstegårde til fæsterne som fri ejendom. De gunstige forhold for handel og søfart op mod århundredskiftet bevirkede fremgang for især Marstal og Ærøskøbing, der begge udvidede flåderne. 1815 bliver Ærø en del af Ærø-Als bispedømme.

## 1849–1919
1850 var øens handelsflåde på fode igen efter de sløje år efter Napoleonkrigene. 1859 etableres Ærøs første avis "Ærø Avis", der eksisterer indtil 1961.
1864 medførte Freden i Wien, at øen overførtes til kongeriget, og dermed blev forbindelserne med hertugdømmerne og Sønderjylland kappet, og hertugdømmerne blev udland. Den omfattende skibsfart i den sydlige del af Østersøen led hermed et knæk. Dette stækkede imidlertid ikke øens søfart. Tværtimod blev blikket nu rettet udad, med større skibe.
Ved lov af 16/2 1866 bliver Ærø forenet med Kongeriget Danmark den 1. april 1867 og øen kommer øen administrativt under Svendborg amt. I gejstlig henseende kommer Ærø tilbage til Odense Stift.
1872 blev Marstal og Ærøskøbing ramt af en stormflod, der fik skibene til at sejle op i gaderne i Marstal og ødelagde klinten ved Ærøskøbing. Øen Store Egholms 2 familier nordøst før Ærøskøbing måtte på grund af total oversvømmelse forlade øen og siden har den ikke været beboet.
I 1890'erne kulminerede Ærøs handelsflåde, alene i Marstal var der i året 1893 ikke færre end 341 enheder, hvilket i hele Danmark kun var overgået af København. Interessant nok var Marstals telegrafstation i denne tid, den næste mest travle i landet, igen kun overgået af hovedstaden. I Marstal var det i denne periode 8 nybygningsværfter.
1. verdenskrig kostede 53 ærøske søfolk livet og 42 skibe forliste, hovedparten kom fra Marstal og omegn.

## 1919 - nu
I Mellemkrigstiden var en bestandig kamp for at overleve. Sejlskibene blev fortrængt af dampskibene. Kun Newfoundlandsfarten var urentabel for dampskibene – her sejlede en stor del af de tre-og tomastede ærøske skonnerter med fiskeladninger ud fra den vidtstrakte Labradorkyst og Newfoundland.
2. verdenskrig kostede over 80 af øens søfarende livet, hovedsagelig fra Marstal og omegn. 
I Oldemark var der en tysk radarstation. De sidste rester af militært udstyr blev fjernet i november 1945. Lejren blev derefter anvendt som flygtningelejr og feriekoloni.
I nutidshistorien er kampen for overlevelse som udkantsområde et af de vigtigste elementer. Ærøboernes sammenhold i denne henseende kom specielt tydeligt til udtryk i år 2000, hvor en folkebevægelse fik reddet Marstal Navigationsskole fra lukning. Mere end en femtedel af den danske coasterflåde er i dag hjemmehørende på Ærø.
Den 1. januar 2006  blev Ærøs to kommuner sammenlagt til Ærø Kommune med hovedsæde i Ærøskøbing og borgerservicekontor i Marstal og jobcenter i Store Rise.
Torsdag den 15. august 2019 sejlede Elfærgen Ellen sin første ordinære tur fra Søby til Fynshav med passagerer og biler.